# Son Serra-La Vileta

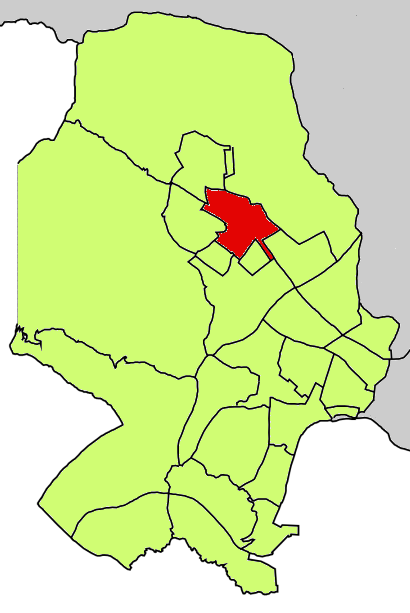
Localització de Son Serra-La Vileta respecte del Districte de Ponent.

Son Serra-La Vileta és una conurbació del municipi de Palma situada al nord-oest. Està formada per dos barris: Sa Vileta i Son Serra. Es troben delimitats per les barriades de Son Peretó, Son Flor, Son Roca, Son Anglada, Son Rapinya, Los Almendros, Son Pacs i Son Xigala. Té una majoria d'edificacions unifamiliars, malgrat no totes aquestes ho siguin.
Històricament es correspon amb la zona denominada El Vinyet de Ciutat i en particular per un conjunt de rafals i possessions com ara Son Palmer, Son Llull, Son Serra, Es Patatí o Son Xigala. El primer nucli urbà de l'entorn, es correspon amb l'establiment de Son Palmer en segle xviii. En el mapa del Cardenal Despuig es ja reconegut com "La Vileta", conformat per un conjunt de carrerons entre l'antic Camí de Puigpunyent i el camí de Son Roca. En aquell temps era habitat per conradors i missatges de Son Palmer i per obrers de les canteres i mines de guix de la contrada. El segon nucli correspon a la urbanització de Son Serra que s'estructurà en carrerons rectes als dos costats de la costa de Saragossa, establits a partir de 1820. Poc després ho faria Son Llull amb un traçat de carrers estrets i irregulars.
A finals del segle xix els tres nuclis ja es configuren com una unitat, relacionats per mitjà del Cami de Sa Vileta. En aquesta època la seva estructura es d'habitatges unifamiliars, una part important d'ells eren cases d'estiueig de famílies de Palma, en general, de classe mitja i comerciants.

Sa Vileta té un camí principal. Abans d'arribar a aquest camí, hi ha Palau d'Esports Són Moix i les barriades de Son Flor i Son Peretó, integrades amb la barriada

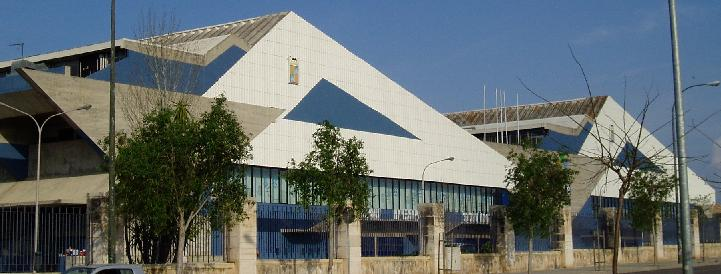
Palau d'Esports Son Moix
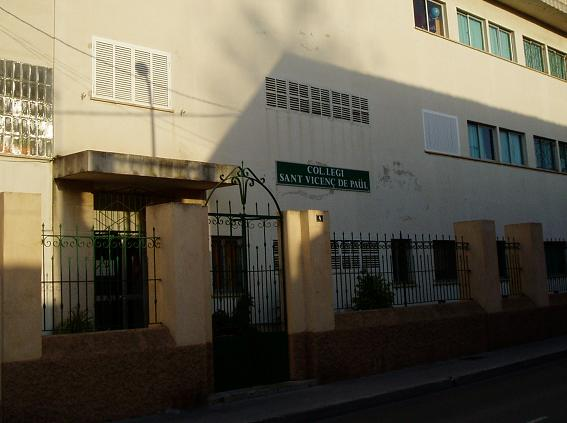
Col·legi Sant Vicenç de Paül

El Cementiri de Sa Vileta, situat al final del camí principal, és de l'any 1868 amb reformes del 2001.

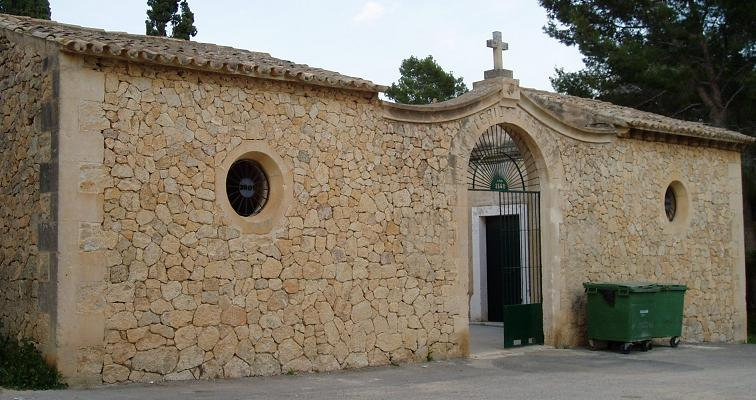
Cementiri de Sa Vileta
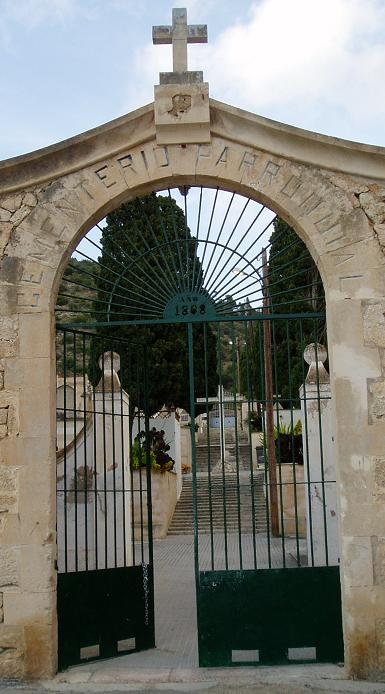
Portassa del Cementiri

Els edificis importants són l'Església de Sa Vileta, construïda cap a 1840 per iniciativa del Pare Miquel Ferrer; l'antic hostal de Son Palmer; Son Puig (actualment centre escolar); Son Rossinyol i el Convent de les Oblates, que va ser seu del Projecte Home

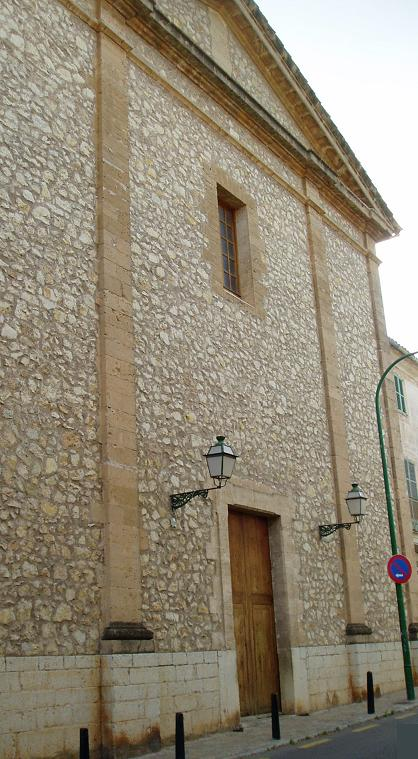
Església de Sa Vileta
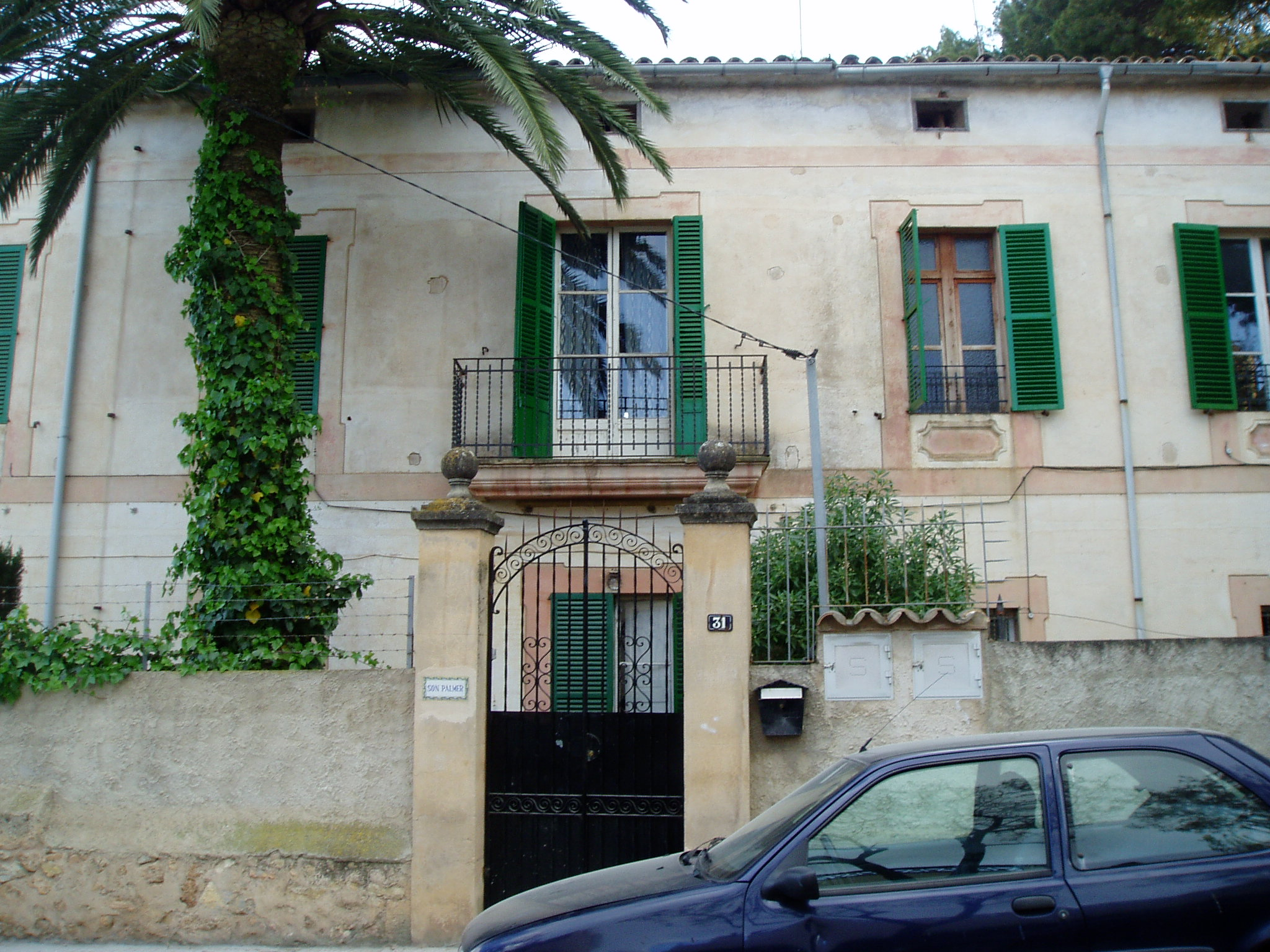
Hostal Son Palmer
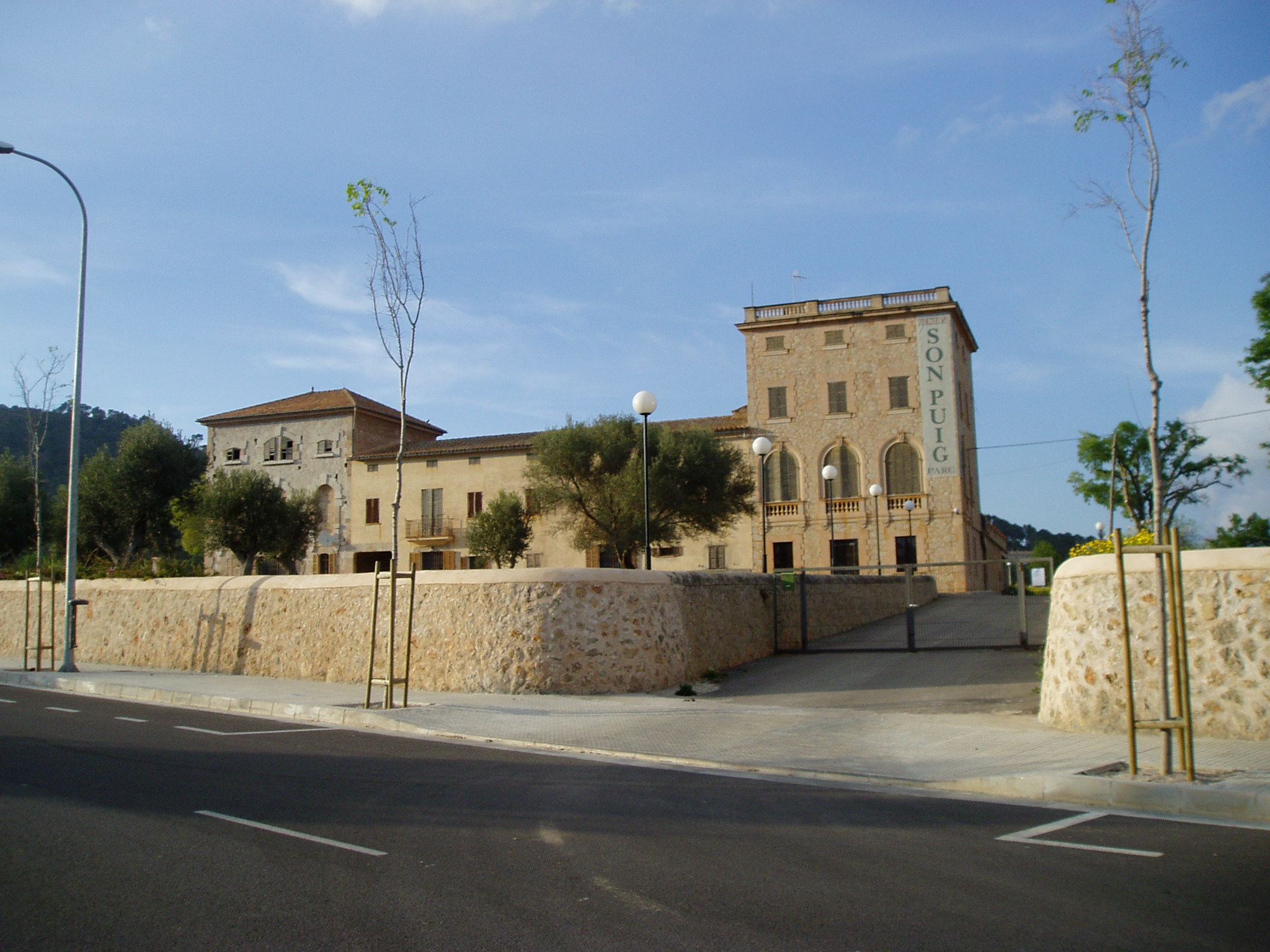
Possessió Son Puig

Quan a equipaments socials, a la barriada de Son Serra, hi trobem el Centre de Salut, inaugurat el 1989, el Col·legi Públic de Son Serra situat al carrer Maribel, el Col·legi de Sant Vicenç de Paul i al carrer de Saragossa el CESAG (Centre d'Ensenyament Superior Alberta Giménez) amb estudis universitaris adscrits a la Universidad Pontificia de Comillas. De l'antiga vida associativa de la barriada, perviu el Cafè La Aldeana que havia comptat amb una popular Banda de Música

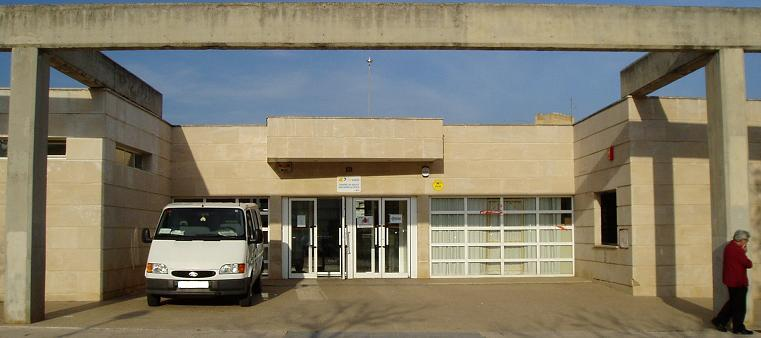
Centre de Salut
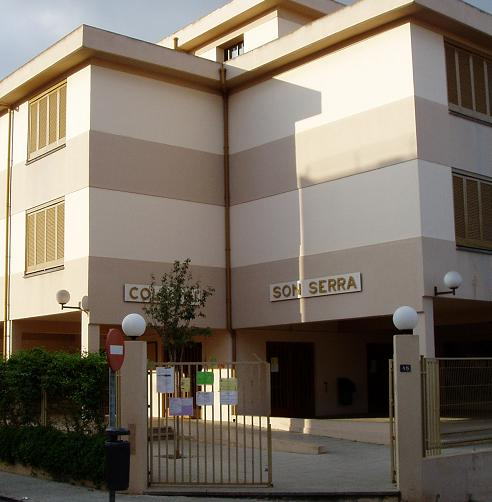
Col·legi de Son Serra
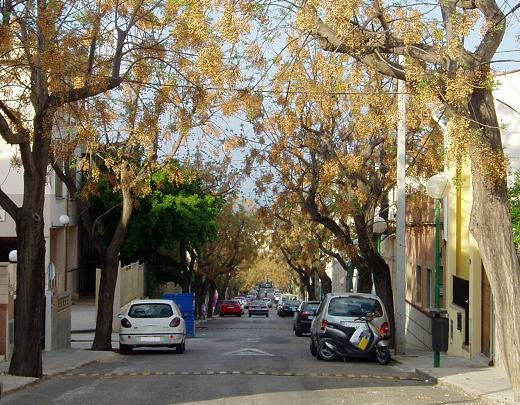
Carrer Maribel

## Transport públic
Per la rodalia del barri passen dues línies de l'EMT de Palma:
- Línia 7: Son Rapinya-Son Gotleu
- Línia 8: Son Roca